# 1458 w polityce
Wydarzenia polityczne w 1458 roku.

## Wydarzenia
- 27 lutego – Jerzy z Podiebradów zostaje królem Czech.
- 14 października - wojna trzynastoletnia: rozejm w Prabutach. W następstwie patowej sytuacji pod Malborkiem, braku porozumienia co do cesji terytorialnych i niezdolności żadnej ze stron do podjęcia rozstrzygających działań negocjacje prowadzone przez słowackiego kondotiera Jana Giskra doprowadzają do dziewięciomiesięcznego zawieszenia broni, przekazania miasta Malborka Giskrze i zobowiązania stron do podjęcia rokowań pokojowych[1].